# Ampelocera
Ampelocera, biljni rod u tropskim područjima Srednje i Južne Amerike, nekada uključivan u porodicu konopljovki (cannabaceae), odakle ga je Klotzsch izuzeo i uključio u brjestovke.
Postoji 11 priznatih vrsta

## Vrste
1. Ampelocera albertiae Todzia
2. Ampelocera cubensis Griseb.
3. Ampelocera edentula Kuhlm.
4. Ampelocera glabra Kuhlm.
5. Ampelocera hottlei (Standl.) Standl.
6. Ampelocera longissima Todzia
7. Ampelocera macphersonii Todzia
8. Ampelocera macrocarpa Ferero & Gentry
9. Ampelocera pubescens C.V.Morton
10. Ampelocera ruizii Klotzsch
11. Ampelocera verrucosa Kuhlm.